# De Dion-Bouton Type HD
Der De Dion-Bouton Type HD ist ein Pkw-Modell von 1918. Hersteller war De Dion-Bouton aus Frankreich.

## Beschreibung
Das Modell erhielt am 21. Februar 1918 seine Zulassung von der nationalen Behörde. Es ist in der Preisliste des Herstellers vom März 1919 aufgeführt. Es wurde 1919 in Frankreich und dem Vereinigten Königreich angeboten.
Der Vierzylindermotor hat 85 mm Bohrung, 130 mm Hub und 2951 cm³ Hubraum. Er war damals in Frankreich mit 15 Cheval fiscal (Steuer-PS) eingestuft. Die Motorleistung ist mit 18 BHP angegeben, was etwa 18 PS sind. Wie so viele Fahrzeuge aus dieser Zeit hat es ein festes Fahrgestell, Frontmotor, Kardanantrieb und Hinterradantrieb. Das Getriebe hat vier Gänge.
Der Radstand beträgt 3400 mm und die Fahrzeuglänge zumindest für eine Ausführung 4750 mm. Eine andere Quelle bestätigt 3400 mm Radstand und nennt 1350 mm Spurweite.
Bekannt sind Aufbauten als Tourenwagen und Limousine.
Mit etwas Verspätung folgte im September 1920 der Type HF.
Am 2. März 2013 versteigerte das Auktionshaus Bonhams ein erhalten gebliebenes Fahrzeug mit dem britischen Kennzeichen DS 7970 für 10.198 Euro. Es hat eine ungewöhnliche Karosserie als Charabanc mit vier Sitzreihen und vier Türen pro Fahrzeugseite.